# Entalpia

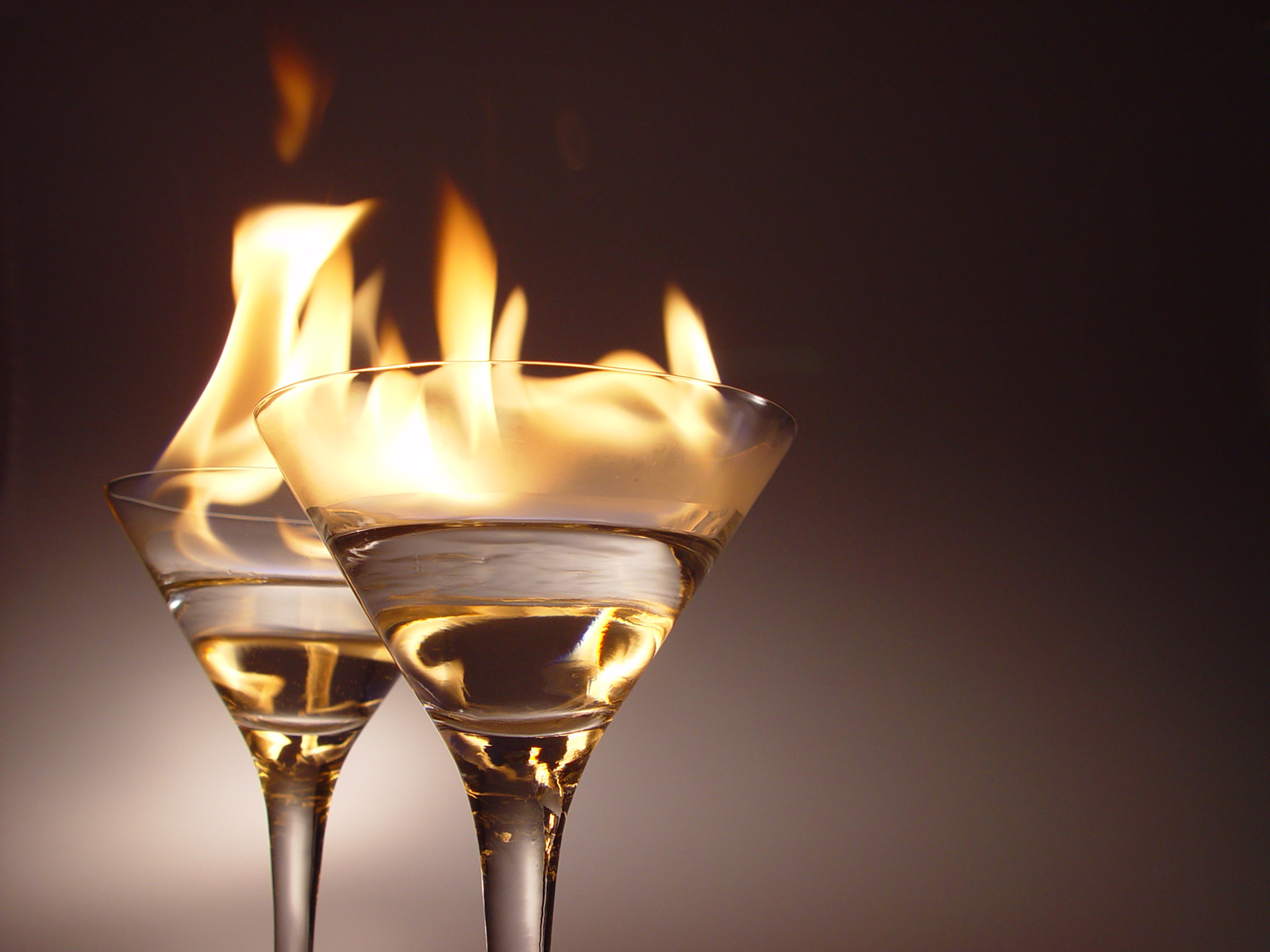
L'entalpia di reazione dell'alcool in fiamme nell'aria è negativa. Si tratta quindi di una reazione esotermica in cui il calore viene ceduto all'ambiente.

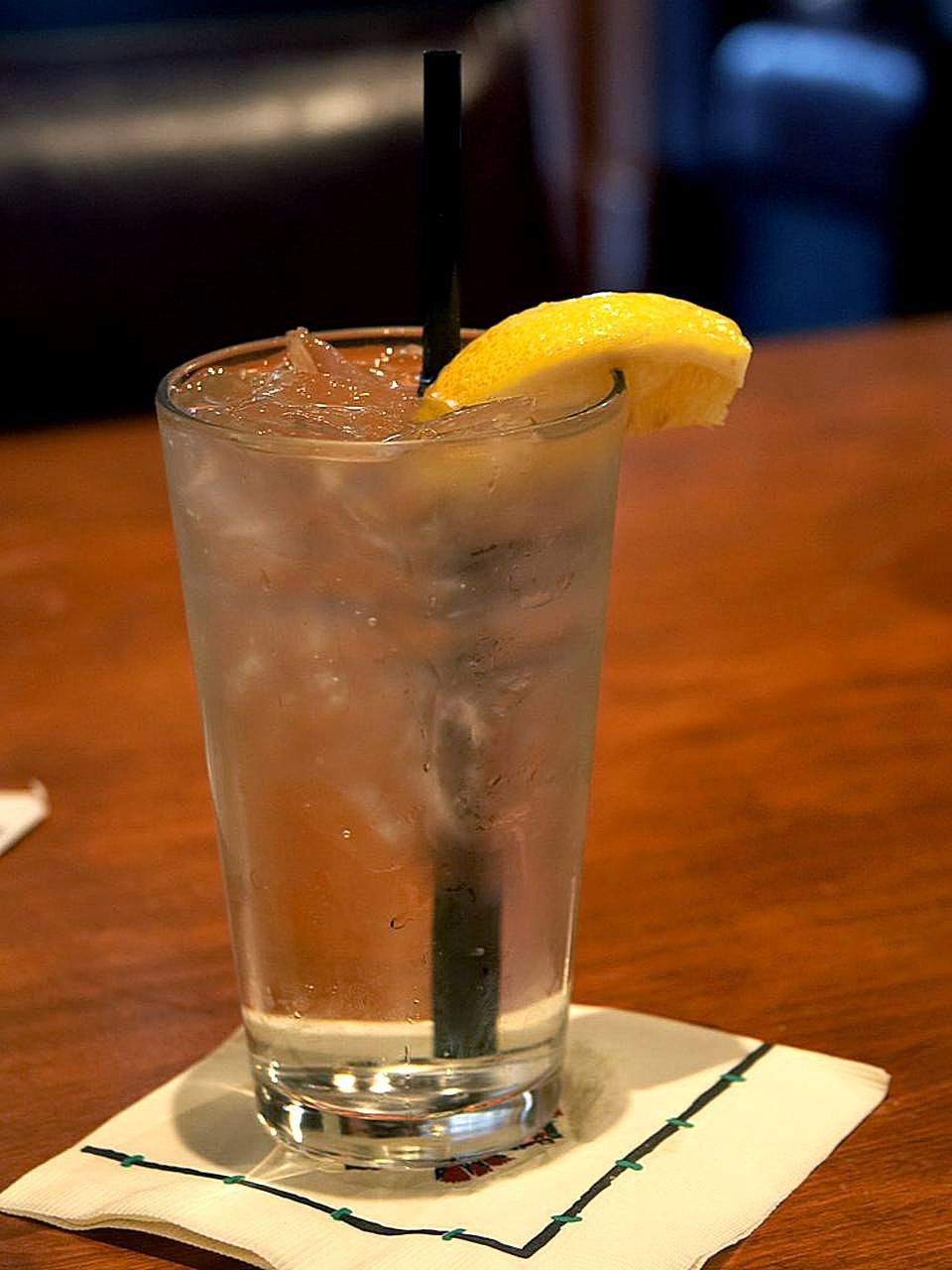
L'entalpia di fusione è la quantità di energia che deve essere applicata per fondere il ghiaccio a pressione costante: viene fornita dall'ambiente e durante il processo raffredda la bevanda.

L'entalpia posseduta da un sistema termodinamico (solitamente indicata con {\displaystyle H}) è una funzione di stato definita come la somma dell'energia interna {\displaystyle U} e del prodotto della pressione {\displaystyle p} per il volume {\displaystyle V}:
{\displaystyle H=U+pV}
L'entalpia può essere espressa in joule (nel Sistema internazionale) oppure in calorie, ed esprime la quantità di energia interna che un sistema termodinamico può scambiare con l'ambiente. In particolare:
- per una trasformazione isobara in cui si ha solo lavoro di tipo meccanico la variazione di entalpia è uguale al calore scambiato dal sistema con l'ambiente esterno;[1]
- per una trasformazione isocorobarica (a volume e pressione costanti), la variazione di entalpia coincide sia col calore {\displaystyle (Q)} sia con la variazione di energia interna {\displaystyle (\Delta U)} che si è avuta durante il processo;
- per una trasformazione isobaroentropica (a pressione ed entropia costanti), la variazione di entalpia esprime la variazione di energia libera.

A causa del fatto che, normalmente, non è possibile conoscere il valore assoluto dell'energia interna di un sistema o di una sostanza, durante una determinata trasformazione termodinamica si può misurare solo la variazione di entalpia {\displaystyle (\Delta H)} e non il suo valore assoluto.

## Storia
La parola entalpia ha origine dal greco enthalpos (ἔνθαλπος), che significa letteralmente portare calore dentro. Tale termine deriva a sua volta dal prefisso greco classico ἐν-, en-, dentro, e il verbo θάλπειν, thalpein, bruciare. Il vocabolo entalpia è stato erroneamente attribuito a Clapeyron e Clausius, per la pubblicazione, nel 1850, dell'equazione di Clausius-Clapeyron. In realtà né il concetto, né il termine e nemmeno la simbologia dell'entalpia vennero mai presentati prima della morte di Clapeyron.
Infatti i primi riferimenti al concetto di entalpia si ebbero nel 1875, quando Gibbs introdusse una «funzione di calore a pressione costante», sebbene Gibbs non avesse utilizzato il termine entalpia nei suoi scritti.
Il termine apparve per la prima volta in letteratura scientifica nel 1909, in una pubblicazione di J. P. Dalton, dove veniva specificato che il termine era stato proposto da Onnes.
Negli anni molti simboli sono stati utilizzati per denotare questa grandezza. Solo nel 1922 Porter propose la lettera latina {\displaystyle H} come norma, oggi ancora in uso.

## Definizione
L'entalpia è definita come l'opposto della trasformata di Legendre dell'energia interna {\displaystyle U} rispetto al volume {\displaystyle V}:
{\displaystyle H(S,p,\mathbf {n} )=-U^{\star }(S,V,\mathbf {n} )=-{\frac {\partial {U}}{\partial {V}}}V+U=U+pV}.
dove {\displaystyle p} è la pressione. Quest'ultima equivalenza segue dal primo principio della termodinamica. L'entalpia risulta pertanto una grandezza termodinamica estensiva.
Per le variabili estensive è possibile introdurre le corrispondenti grandezze specifiche, ovvero normalizzate rispetto alla massa del sistema, o, secondo la procedura IUPAC, le corrispondenti grandezze molari {\displaystyle E_{m}} normalizzate rispetto a una mole della sostanza considerata:
{\displaystyle u={\frac {U}{m}}\,;\quad h={\frac {H}{m}}\,;\quad \rho ={\frac {m}{V}}}
{\displaystyle U_{m}={\frac {U}{n}}\,;\quad H_{m}={\frac {H}{n}}\,;\quad V_{m}={\frac {V}{n}}.}
Con queste sostituzioni la definizione di entalpia diventa dunque:
{\displaystyle h=u+{\frac {p}{\rho }}.}

## Proprietà
L'entalpia macroscopica e specifica hanno differenziale:
{\displaystyle \operatorname {d} H=\operatorname {d} U+\operatorname {d} (pV)}
{\displaystyle \operatorname {d} h=\operatorname {d} u+\operatorname {d} \left({\frac {p}{\rho }}\right)=\operatorname {d} u+{\frac {1}{\rho }}\operatorname {d} p-{\frac {p}{\rho ^{2}}}\operatorname {d} \rho }
Data una trasformazione reversibile, esprimendo il differenziale dell'energia interna in base al primo principio della termodinamica otteniamo:
{\displaystyle \operatorname {d} h(s,p)=T\operatorname {d} s+{\frac {1}{\rho }}\operatorname {d} p}
da cui ricaviamo la prima delle due derivate parziali notevoli dell'entalpia:
{\displaystyle {\frac {\partial h}{\partial p}}=T{\frac {\partial s}{\partial p}}+{\frac {1}{\rho }}}
ovvero in base alle relazioni di Maxwell:
{\displaystyle {\frac {\partial h}{\partial p}}=\left(1-T{\frac {\partial }{\partial T}}\right){\frac {1}{\rho }}=\left(1+{\frac {T}{\rho }}{\frac {\partial \rho }{\partial T}}\right){\frac {1}{\rho }}}
e per la definizione di dilatabilità termica volumetrica:
{\displaystyle {\frac {\partial h}{\partial p}}={\frac {1-\alpha T}{\rho }}}
Nel caso reale possiamo allora esprimere l'entalpia in funzione di temperatura e pressione:
{\displaystyle \operatorname {d} h(T,p)={\frac {\partial h}{\partial T}}\operatorname {d} T+{\frac {\partial h}{\partial p}}\operatorname {d} p}
ovvero in base a quanto ricavato, e per la definizione di calore specifico isobaro, otteniamo l'equazione termomeccanica dell'entalpia:
{\displaystyle \operatorname {d} h(T,p)=\varsigma _{p}\operatorname {d} T+{\frac {1-\alpha T}{\rho }}\operatorname {d} p}
Nel caso di gas ideale abbiamo la dipendenza dell'entalpia dalla sola temperatura poiché:
{\displaystyle \alpha ={\frac {1}{T}}}
{\displaystyle \operatorname {d} h(T)=\varsigma _{p}\operatorname {d} T}
(gas ideale)
L'espressione del primo principio della termodinamica per un sistema non reagente in termini di entalpia comporta l'uguaglianza tra entalpia e calore per trasformazioni isobare (cioè a pressione costante):
{\displaystyle \Delta H=Q_{p}}
Dall'integrazione delle equazioni differenziali di cui sopra è possibile esprimere la differenza di entalpia {\displaystyle \Delta H} in funzione della differenza di energia interna {\displaystyle \Delta U}: per una reazione chimica, la variazione del prodotto della pressione per il volume, in accordo con l'equazione di stato dei gas perfetti, risulta facilmente determinabile.
Questa relazione risulta utile quando si lavori con il calorimetro: in questo caso la reazione è condotta a volume costante e viene determinata la variazione di energia interna {\displaystyle \Delta U}. Da notare che per reazioni in fase condensata praticamente {\displaystyle \Delta H=\Delta U}, essendo la variazione di moli gassose eguale a zero, tuttavia in generale vale la diseguaglianza {\displaystyle \Delta H>\Delta U} (per temperature lontane dallo zero assoluto).
{\displaystyle \Delta H=\Delta U+\Delta n(RT)}
(gas ideale)
L'equazione di Kirchhoff permette di calcolare la variazione di entalpia tenendo conto della sua dipendenza dalla temperatura.
L'entalpia di un gas ideale è funzione della sola temperatura assoluta. Il diagramma {\displaystyle T-s} e {\displaystyle h-s} non vengono utilizzati insieme per descrivere una trasformazione oppure un ciclo di trasformazioni, in quanto il diagramma entalpia-entropia è identico al diagramma {\displaystyle T-s}, semplicemente traslato e riscalato.

## Relazione con la funzione di partizione
L'entalpia, così come le altre variabili termodinamiche, sono correlate alla funzione di partizione canonica:
{\displaystyle h=k_{B}T\left(-\rho {\frac {\partial }{\partial \rho }}+T{\frac {\partial }{\partial T}}\right)\ln Z}
dove
- {\displaystyle k_{B}} è la costante di Boltzmann
- {\displaystyle Z} è la funzione di partizione canonica
- {\displaystyle \rho } è la densità
- {\displaystyle T} è la temperatura.

## Legge di Hess
La legge di Hess, che fu enunciata per la prima volta da Hess nel 1840, afferma che la variazione di entalpia associata a una reazione chimica dipende soltanto dalla natura e dalla quantità delle specie chimiche di partenza e di quelle formate e non dal percorso termodinamico seguito dalla reazione (stadi intermedi o altro). La sua formulazione in condizioni standard è:
{\displaystyle \Delta H^{o}=-\sum _{i}\nu _{i}\Delta _{f}H_{i}^{o}=\sum _{i}\nu _{-}\Delta _{f}H_{-}^{o}-\sum _{i}\nu _{+}\Delta _{f}H_{+}^{o}}
dove {\displaystyle v} sono i rispettivi coefficienti stechiometrici (- prodotti, cioè composti che escono dal sistema, + reagenti, cioè composti che entrano nel sistema), {\displaystyle H_{i}^{\circ }} sono le entalpie molari standard dei componenti (normalmente ignote), mentre {\displaystyle \Delta _{f}H^{\circ }} sono le entalpie standard di formazione (valori sperimentali, generalmente tabulati), che sono poste per definizione uguali a {\displaystyle 0} per gli elementi puri nel loro stato di riferimento. In condizioni non standard il {\displaystyle \Delta H} viene calcolato mediante la equazione di Kirchhoff della termochimica.